# Kansuke Yamamoto (artista)

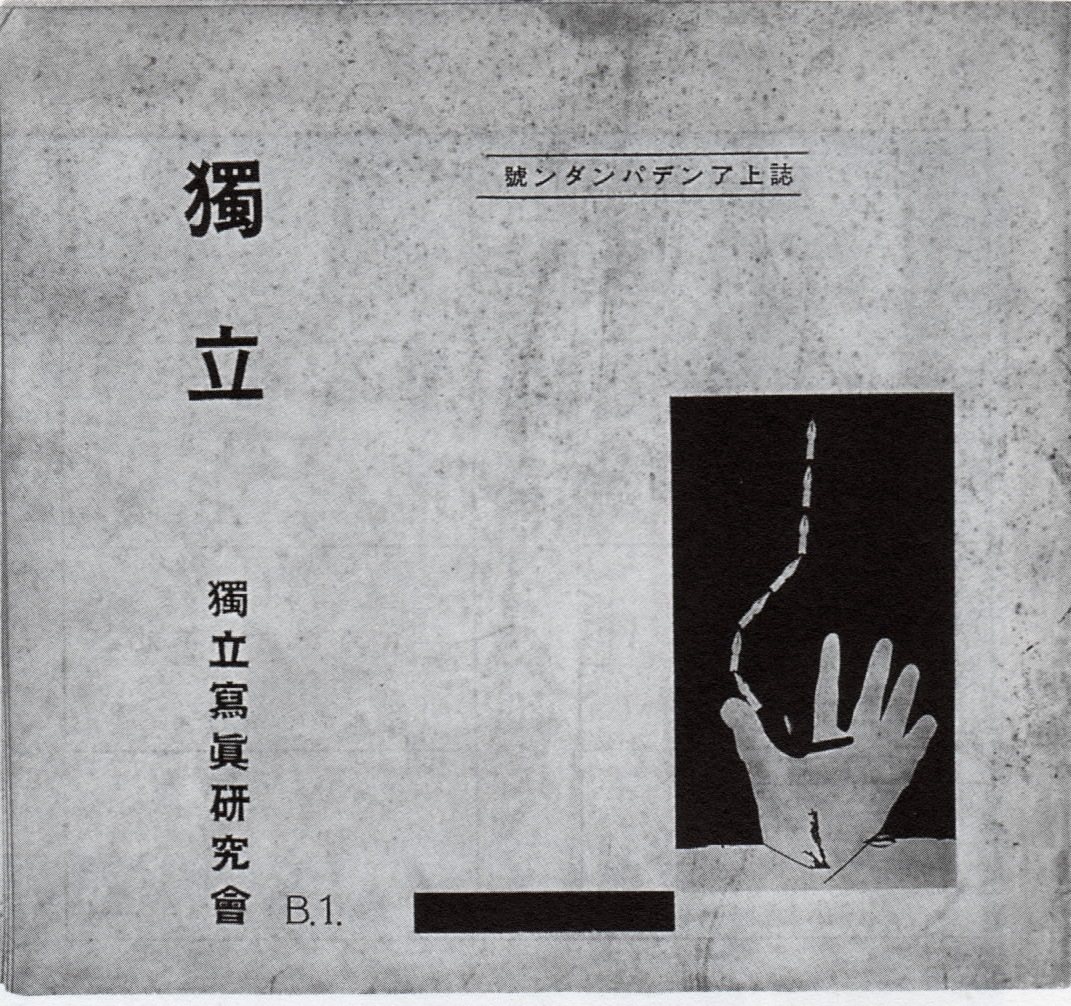
Portada de la revista "Dokuritsu", 1932

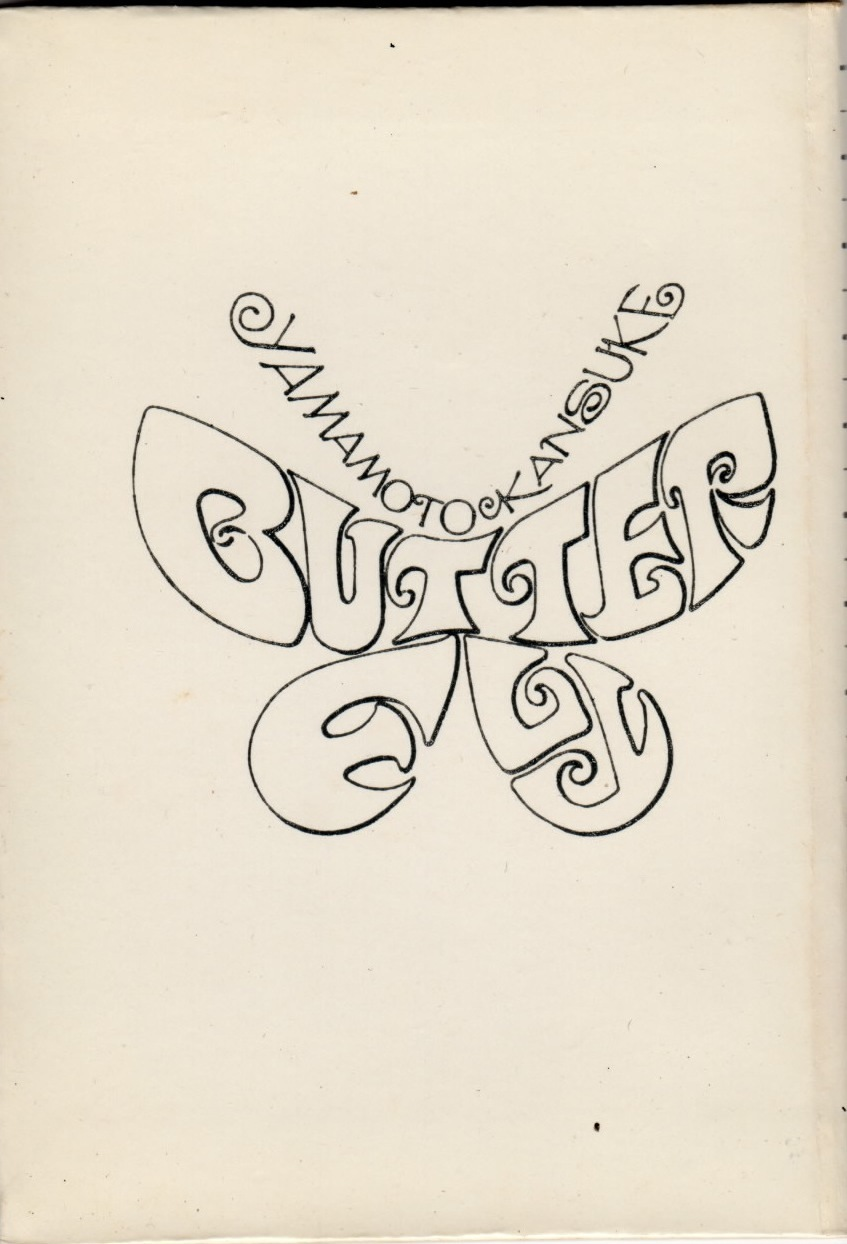
"Mariposa", 1970.

Kansuke Yamamoto (山本 悍右, Yamamoto Kansuke, 30 de marzo de 1914 – 2 de abril de 1987) fue un fotógrafo y poeta japonés. Su trabajo más conocido se enmarca en el Surrealismo.

## Biografía
Nació en Naka-ku, siendo el primogénito de Goro Yamamoto (1880–1941), que fue el fundador del Club Fotográfico Aiyu y que puso en funcionamiento un estudio fotográfico en Nagoya. Se graduó en la Escuela Secundaria de Comercio de Nagoya en 1929 y ese mismo año, con quince años comenzó a escribir poemas. Empezó estudios de Literatura Francesa en la Universidad de Meiji de Tokio, pero los abandonó antes de terminarlos y en 1931, con 17 años publicó su trabajo en la publicación Dokuritsu de la "Dokuritsu Shashin Kenkyu Kai (Independent Photography Research Association)".

## Colecciones Permanentes
- Museo Metropolitano de Fotografía de Tokio
- The Getty Center[1]
- Instituto de Arte de Chicago

- Smithsonian's Freer | Sackler,   Washington D. C.
- Nagoya City Art Museum

## Exposiciones
- 1986 Escuela de Diseño de Rhode Island
- 2003 Museo de Bellas Artes de Houston
- 2008 Museo Metropolitano de Fotografía de Tokio
- 2012 Museo de Arte del Condado de Los Ángeles
- 2013 Biblioteca y Museo Morgan[2]
- 2013 The Getty Center[3][4][5]
- 2015 Paris Photo

- 2016 Art Central, Hong Kong
- 2016 Taka Ishii Gallery, New York
- 2016 Art Basel
- 2016 Paris Photo

Paris Photo 2015 amanasalto. Works by Kansuke Yamamoto

- 2016 Museo de Arte Moderno de San Francisco
- 2016 Taka Ishii Gallery Photography / Film
- 2017 Group Exhibition “Japanese Surrealist Photography” / Taka Ishii Gallery Tokyo, Roppongi, Tokyo
- 2017 Art Basel Hong Kong(Taka Ishii Gallery) / Hong Kong
- 2017 "Kansuke Yamamoto" / Taka Ishii Gallery New York, New York City
- 2017 SP-Arte (Taka Ishii Gallery) / Fundação Bienal de São Paulo, São Paulo, Brasil
- 2017 Art Basel (Taka Ishii Gallery) /  Basel, Switzerland
- 2017 Paris Photo
- 2018 THE MAGAZINE and THE NEW PHOTOGRAPHY: KOGA and JAPANESE MODERNISM. Museo Metropolitano de Fotografía de Tokio
- 2018 "SHAPE OF LIGHT 100 YEARS OF PHOTOGRAPHY AND ABSTRACT ART" / Tate Modern, Tate Britain, Londres, Reino Unido[6]
- 2018 "Kansuke Yamamoto" / Taka Ishii Gallery New York, New York City]
- 2018 "Kansuke Yamamoto" / Nonaka-Hill, Los Angeles

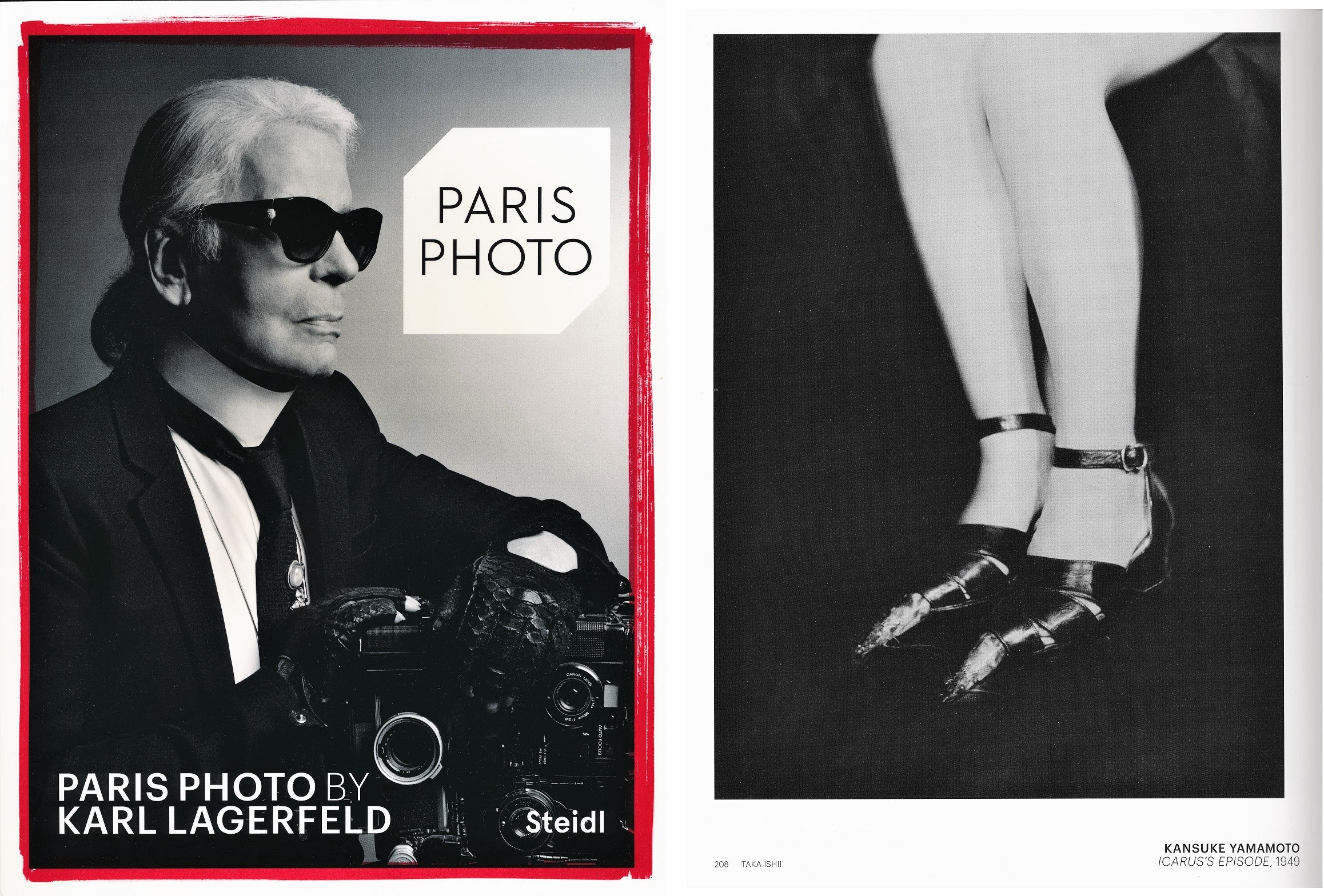
work by KANSUKE YAMAMOTO. “Icarus’s Episode,” 1949

- 2019 Homage to the Bauhaus / Djanogly Gallery, Nottingham Lakeside Arts Centre, Nottingham, England, UK
- 2019 "Aichi Art Chronicle 1919-2019" /Aichi Prefectural Museum of Art, Aichi
- 2019 "Japanese Photography – 1930s - 1970s" / Mai 36 Galerie, Zurich
- 2021 "The Movement Of Modern Photography In Nagoya 1911-1972" / Nagoya City Art Museum, Japan
- 2021 "From the museum collection 2021: second period" / Aichi Prefectural Museum of Art[7]
- 2021 “Surrealism Beyond Borders” / Museo_Metropolitano_de_Arte, Nueva York[8]

## Libros
- Japan's Modern Divide: The Photographs of Hiroshi Hamaya and Kansuke Yamamoto (2013); Editado por Judith Keller y Amanda Maddox, con la colaboración de Kōtarō Iizawa, Ryuichi Kaneko, Jonathan Reynolds; publicado por The Getty Center.
- Yamamoto Kansuke: Conveyor of the Impossible (2001); supervisado por: John Solt, Kaneko Ryuichi; editado por Yamamoto Toshio; publicado por East Japan Railway Culture Foundation.
- Mariposa (1970), Nagoya Miniature Books Publishing; editado por Kansuke Yamamoto.